# Facundo Santucci
Facundo Santucci est un joueur argentin de volley-ball né le 6 mars 1987 à Corrientes (province de Corrientes). Il mesure 1,86 m et joue libero. Il totalise 11 sélections en équipe d'Argentine.

## Clubs
| Club              | De        | À         |
| ----------------- | --------- | --------- |
| Misiónes Voley    | 2006-2007 | 2006-2007 |
| Boca Juniors      | 2007-2008 | 2007-2008 |
| Entre Ríos Voley  | 2008-2009 | 2008-2009 |
| Boca Juniors      | 2009-2010 | 2012-2013 |
| Spacer's Toulouse | 2013-2014 | 2015-2016 |
| VC Maaseik        | 2016-2017 | 2016-2017 |
| Kirin/Campinas    | 2017-2018 | 2017-2018 |
| Stade poitevin    | 2018      | 2018      |
| Top Volley Latina | 2019      | 2019      |
| Rennes Volley 35  | 2019-2020 | 2019-2020 |
| Chênois Genève    | 2020-2021 | 2020-2021 |
| Spacer's Toulouse | 2021-     | ...-...   |

## Palmarès
- Championnat d'Amérique du Sud
  - Finaliste : 2006
- Coupe d'Argentine (1)
  - Vainqueur : 2011